# Griechenland Zeitung
Le Griechenland-Zeitung (GZ) est un journal grec de langue allemande.

## Sources
1. ↑  « Impressum », sur GRIECHENLAND.NET (consulté le 18 septembre 2020).

## Liens
- Griechenland.net